# Kudoa scomberomori
Kudoa scomberomori is een microscopische parasiet uit de familie Kudoidae. Kudoa scomberomori werd in 2005 beschreven door Adlard, Bryant, Whipps & Kent. 